# Canestrato Pugliese
El Canestrato Pugliese es un queso italiano con denominación de origen protegida a nivel europeo (1996) y Denominazione di Origine Controllata de Italia (1985). Italia no solicitó la protección del término canestrato, que por lo tanto puede verse en otros quesos que no son DOP. 
Es un queso de pasta dura no cocida, obtenido de leche entera de oveja de raza apuliana, cuyo origen genealógico proviene de la raza merina. Su nombre deriva de los canestri (cestos) de juncos, entre los que se deja madurar, y que son uno de los productos más tradicionales de la artesanía apuliana.
El canestrato pugliese se produce en un periodo estacional que va desde diciembre a mayo, periodo ligado a la trashumancia de los rebaños desde los Abruzzos a las llanuras del Tavoliere delle Puglie. Es un queso usado en la cocina apuliana tradicional.
- Datos: Q848331